# Dorfkirche Groß Glienicke

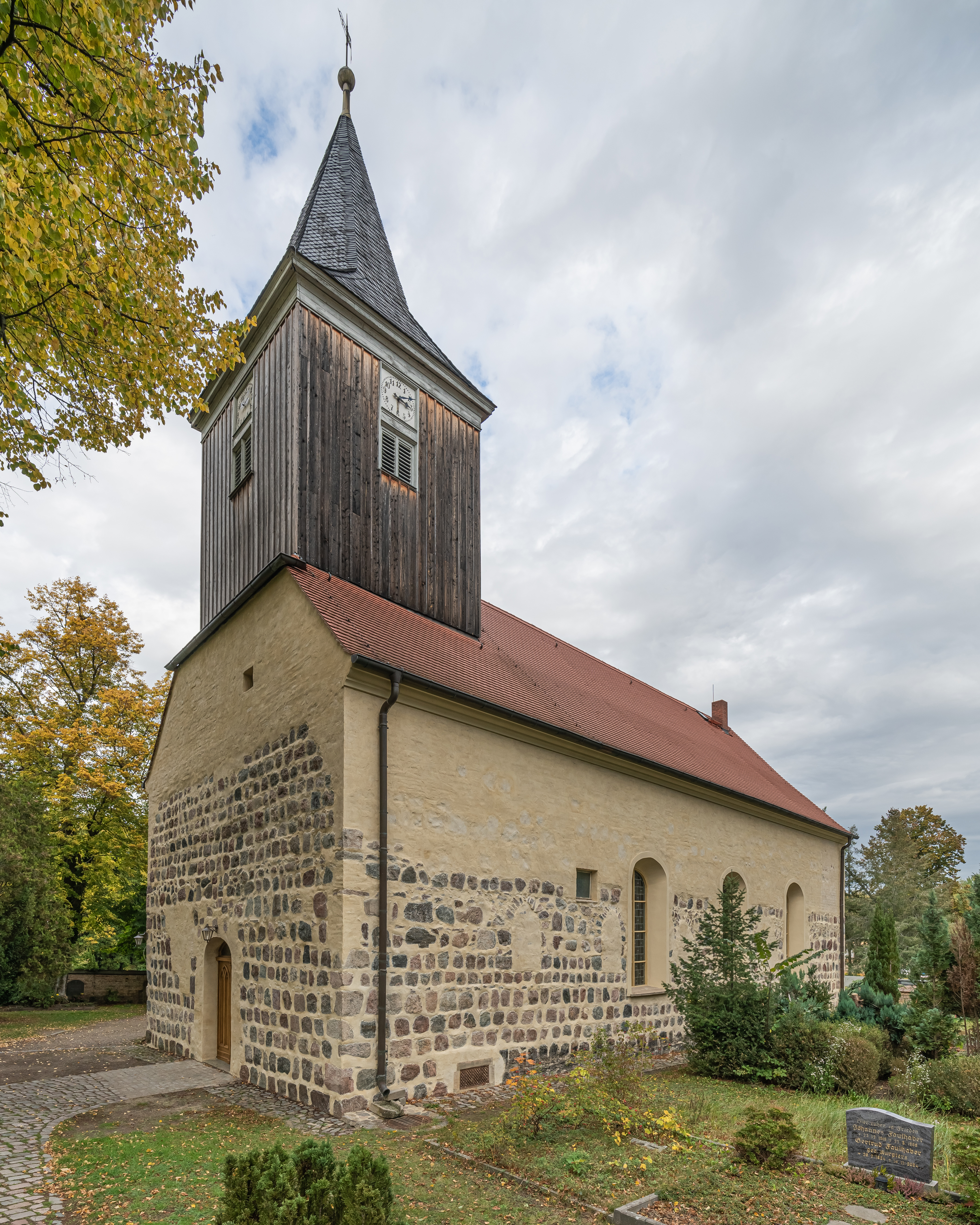
Dorfkirche Groß Glienicke

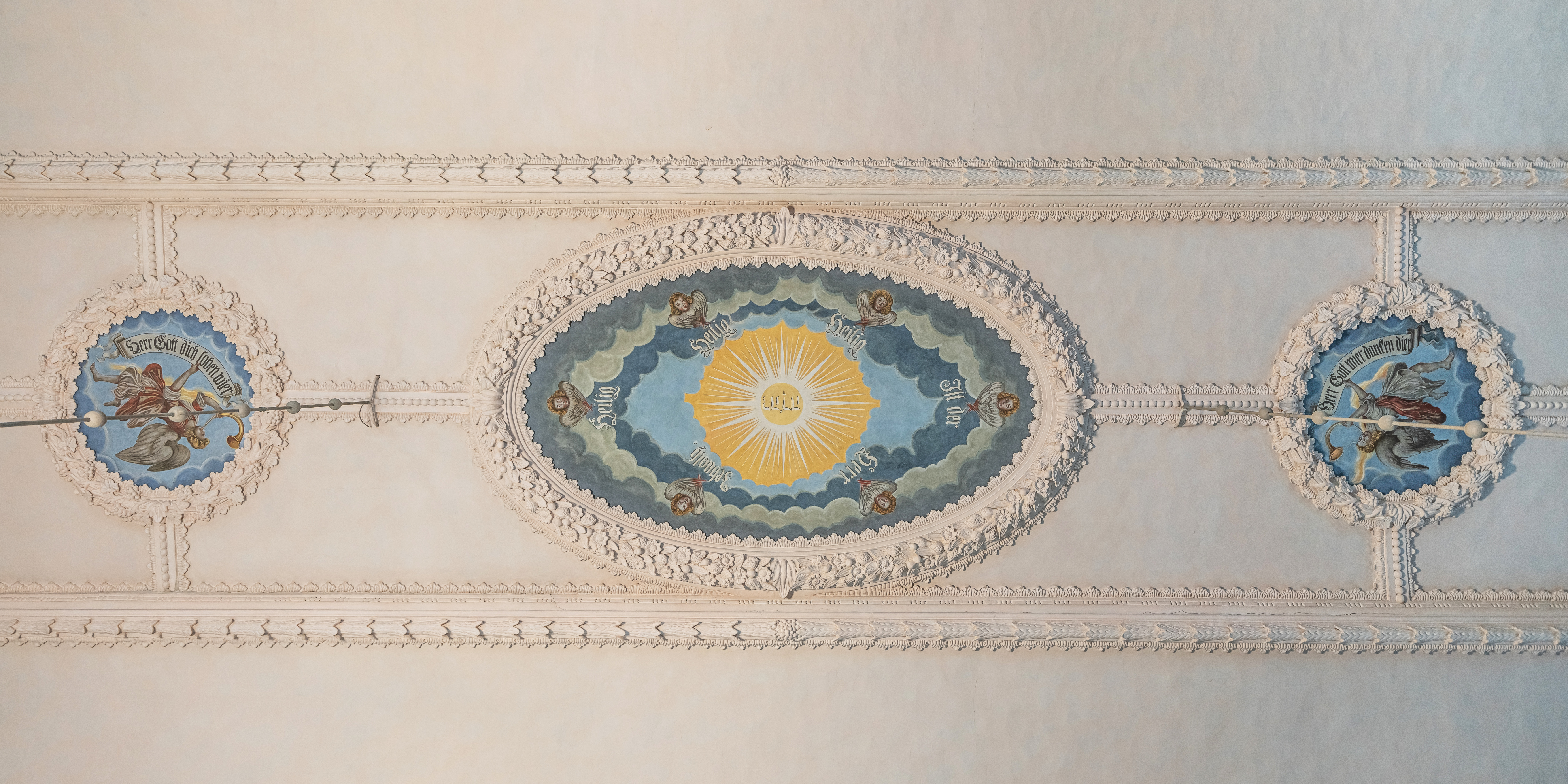
Deckenfresken

Die evangelische Dorfkirche Groß Glienicke ist eine Feldsteinkirche in Groß Glienicke, einem Ortsteil der kreisfreien Stadt Potsdam im Land Brandenburg. Die Kirchengemeinde gehört zum Kirchenkreis Falkensee der Evangelischen Kirche Berlin-Brandenburg-schlesische Oberlausitz.

## Lage
Die Bundesstraße 2 führt von Südwesten kommend in nordöstlicher Richtung durch den Ort. Von ihr zweigen der Triftweg und einige Meter weiter östlich die Glienicker Dorfstraße nach Süden hin ab. Zwischen den beiden Straßen steht die Kirche auf einem Grundstück mit einem Kirchfriedhof, der mit einer Mauer aus unbehauenen und nicht lagig geschichteten Feldsteinen eingefriedet ist.

## Geschichte
Das Bauwerk entstand im Kern im 13. Jahrhundert und wurde in den Jahren 1679/1684 von Hans Georg III. von Ribbeck mit einem Westturm erneuert und anschließend verputzt. Dabei ließ Hans Georg III. den Saal verkürzen, in dem er eine Wand aus Fachwerk rund 3,5 m vor der Westwand errichten ließ. So entstand ein Vorraum, durch den die Kirche nun betreten wird. Die Leutepforte wurde zugesetzt, die Priesterpforte blieb erhalten. Die schlichte, niedrige Holzbalkendecke wich einer aufwendigen Konstruktion mit einem stuckierten Spiegelgewölbe auf hoher Voute. Die Fenster wurden vergrößert, der Boden angehoben und eine Gruft angelegt. An der Fachwerkwand entstand eine Patronatsloge, die 1851 zur Orgelempore umgebaut wurde. Um 1680/1681 wurde die Kanzel des Großvaters aus dem Jahr um 1640 umgestaltet. Durch den aufgeschütteten Fußboden musste ihr Fuß eingekürzt werden, gleichzeitig wurde der Schalldeckel ersetzt. 1681 wurde die Fünte von Jacob Schultz umgestaltet; sie erhielt eine Tulpenhaube. F. Lutherus wurde 1683 beauftragt, für das Altarretabel eine neue Predella zu malen. Andreas Kalesse vermutet, dass dies „wohl anlässlich der Hochzeit“ geschah. Ein Jahr später kam mit dem Ecce homo von Cl. Hertzog das zentrale Gemälde hinzu. Ab 1733 bis in das 19. Jahrhundert wurde das Gestühl erneuert.
In den Jahren 1947 sowie 1967 erfolgten Restaurierungen. Dabei wurde die ursprüngliche Position des Gestühls verändert. Nach der Eingemeindung des Ortes nach Potsdam übernahm die Untere Denkmalschutzbehörde die Betreuung des Bauwerks. Es mussten der Dachstuhl repariert und Hölzer vom Schwamm befreit werden. Im Innenraum wurde die gewölbte Decke mit den ausgemalten Spiegeln restauriert. Anschließend wurde die gesamte Kirchenausstattung aufwendig saniert, ebenso der Vorraum. 2018 wurde der Außenputz abgenommen sowie der Beton vom Fußboden und den Wänden entfernt. Das mittelalterliche Erscheinungsbild wurde dadurch sichtbar; außerdem konnten mit der Abnahme des Betons an der Fassade die aufgetretenen Feuchtigkeitsschäden beseitigt werden. Bei der Restauration des Innenraums legte die Behörde großen Wert darauf, dass die vornehmlich grau überstrichenen, liturgischen Gegenstände wieder ihre ursprüngliche Gestalt erhielten. Das Brandenburgische Landesamt für Denkmalpflege und Archäologische Landesmuseum (BLDAM) weist nach dem vorläufigen Abschluss der Arbeiten daher auch auf die „außergewöhnlich reiche Ausstattung“ des Bauwerks hin. Andreas Kalesse betont die „gestalterische Kraft der mitteldeutschen Spätrenaissance im Übergang zum Frühbarock“, die sich in „ihren vielfältigen Aussagen hier in dieser Dorfkirche zu einem herausragenden Beispiel lutherischer Orthodoxie jener Zeit“ vereine.

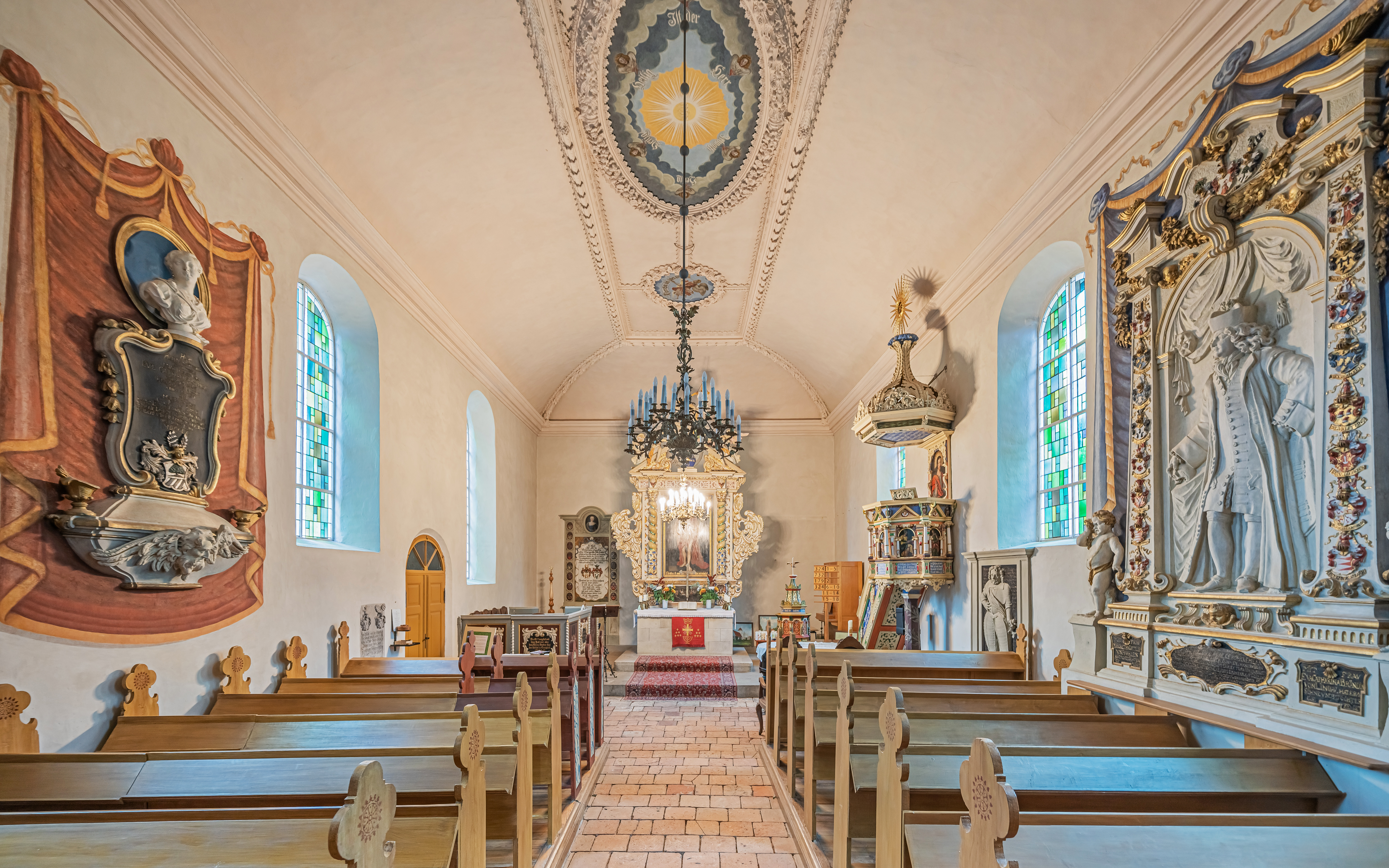
Innenansicht

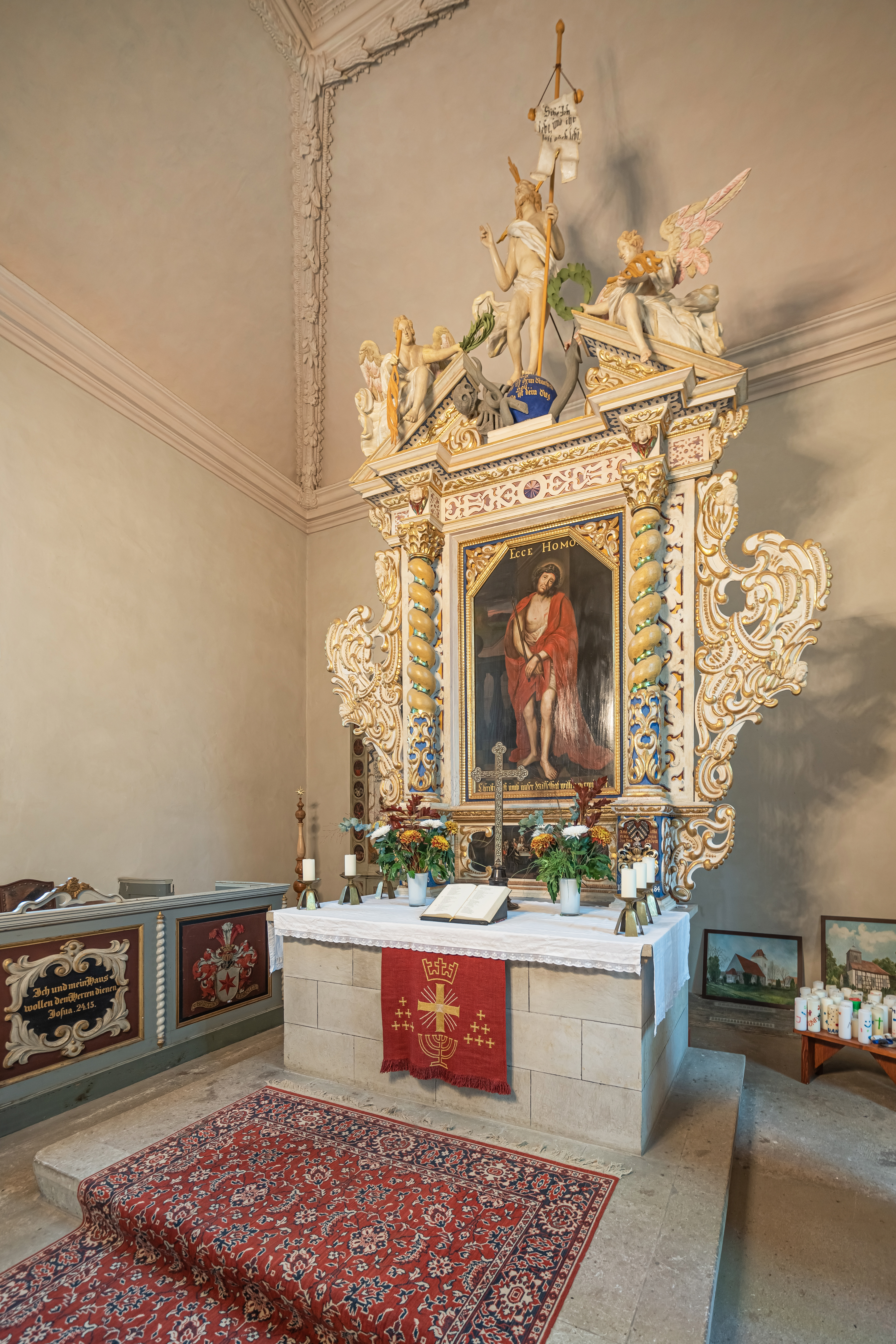
Altar

## Baubeschreibung
Das Bauwerk wurde im Wesentlichen aus Feldsteinen errichtet, die anschließend verputzt wurden. Der Chor ist gerade und nicht eingezogen. Die Ostwand ist fensterlos, besitzt aber eine rundbogenförmige Priesterpforte mit einem Schachbrettstein, die eine zuvor vorhandene Dreifenstergruppe ersetzt. Oberhalb eines umlaufenden Gesims sind im Giebel zwei kleine Öffnungen.
Das Kirchenschiff hat einen rechteckigen Grundriss. An der Nord- und Südseite sind je drei große Rundbogenfenster. Sie werden an der Nordseite durch eine weitere Pforte zwischen dem mittleren und östlichen Fenster ergänzt. Hinzu kommt ein kleineres Fenster im westlichen Bereich des Langhauses. Die Ecken des Bauwerks sind mit einem Quaderputz gegliedert. Das Schiff trägt ein schlichtes Satteldach.
Das Schiff kann durch ein Portal von Westen her betreten werden. Oberhalb erhebt sich ein verbretterter Turmhelm, der an jeder Seite eine kleine, hochrechteckige Klangarkade und darüber eine Turmuhr besitzt. Darauf sitzt ein achtfach geknickter Turmhelm, der mit Turmkugel und Wetterfahne abschließt.

## Ausstattung
Das Altarretabel von 1684 besteht in seiner Predella aus der Darstellung des Abendmahls Jesu und ist ein Werk, das F. Lutherus ein Jahr zuvor schuf. Das Bildnis wurde in Anlehnung an den Altar in der Stadtkirche Lutherstadt Wittenberg derart umgestaltet, dass auf dem Bild sowohl Martin Luther wie auch der Stifter, Hans Georg III. abgebildet sind. Oberhalb ist ein Gemälde des Ecce Homo, das Cl. Hertzog schuf. Es handelt sich um die einzige Darstellung dieser Art in einem Brandenburgischen Altarretabel. Es wird von gewundenen Säulen umrahmt, die mit einer abstrahierenden Tulpendarstellung geschmückt ist. An ihren Sockeln ist das Stifterwappen sowie das Datum zu finden. Seitlich sind mit Knorpelwerk verzierte Wangen angebracht. Oberhalb ist im gesprengten Giebel der auferstandene Christus zu sehen, vermutlich ein Werk des Balthasar Permoser, was Andreas Kalesse mit der ungewöhnlichen Qualität begründet. Seitlich sind Engel angebracht. Die Kanzel aus der Zeit um 1640 wurde in den Jahren 1680/1681 umgestaltet, verkürzt und mit einem neuen Schalldeckel versehen, oberhalb ist eine Taube als Zeichen für den Heiligen Geist. Dort ist die Inschrift zu lesen: „Ruffe getrost, schone nicht, erhebe deine Stim, wie eine Posaune, und verkündige meinen Volck ir übertreten, und dem Hause Jacob ire Sünde. Jes. 58“. Am polygonalen Korb sind die Gemälde der Evangelisten zu sehen, an der Rückwand der Salvator mundi. Die hölzerne Fünte stammt aus den Jahren 1680/1685 und besitzt eine achtseitige Kuppa, die mit Fruchtgehängen verziert ist. Sie steht auf einem Fuß und besitzt einen hohen, tulpenförmigen Deckel.
Eine Besonderheit stellen die Epitaphien der Familie von Ribbeck dar. An der Südwand hängt ein Wandepitaph, das an den 1703 verstorbenen bereits genannten Kirchenerbauers Hans Georg III. erinnert. Es entstand im Jahr 1707 und zeigt in einer überlebensgroßen Stuckrelieffigur den Verstorbenen. Eine weitere Relieffigur zeigt den 1666 verstorbenen Johan Georg II.; gegenüber ein Wandepitaph für Eva Margarethe von Lattoff, geborene von Grävenitz aus dem Jahr 1728. Es besteht aus einer Inschriftenkartusche und einer darüber angeordneten Bildnisbüste. Ein weiteres Epitaph erinnert an Eva Katharina, die Ehefrau des Kirchenpatrons. Ein Kindergrabstein erinnert an Joachim Friedrich von Ribbeck, der 1688 starb.
Das Patronatsgestühl ist mit Wappen der letzten Kirchenpatrone, der 1913 nobilitierten Familie des Otto von Wollank und seiner ersten Ehefrau Katharina Anne Marie von Brietzke (1871–1916) verziert. Die Decke ist mit einem Spiegelgewölbe versehen; in den Spiegeln sind drei gemalte Felder, der Name Gottes sowie Wolken und Engel. Auf der westlichen Empore von 1680 steht seit 1851 eine Orgel.